# Lisa Grill
Lisa Grill (2 settembre 2000) è una sciatrice alpina austriaca.

## Biografia
Originaria di Tamsweg e attiva in gare FIS dal gennaio del 2017, la Grill ha esordito in Coppa Europa il 24 gennaio 2019 a Melchsee-Frutt in slalom speciale (36ª); ai Mondiali juniores di Val di Fassa 2019 ha vinto la medaglia di bronzo nella discesa libera. Ha debuttato in Coppa del Mondo il 12 gennaio 2020 ad Altenmarkt-Zauchensee in combinata (19ª) e ai successivi Mondiali juniores di Narvik 2020 ha vinto la medaglia d'argento nella discesa libera, nel supergigante e nella combinata; il 4 gennaio 2021 ha conquistato il primo podio in Coppa Europa, a Zinal in supergigante (3ª), e il giorno successivo la prima vittoria, nelle medesime località e specialità. Non ha preso parte a rassegne olimpiche o iridate.

## Palmarès

### Mondiali juniores
- 4 medaglie:
  - 3 argenti (discesa libera, supergigante, combinata a Narvik 2020)
  - 1 bronzo (discesa libera a Val di Fassa 2019)

### Coppa del Mondo
- Miglior piazzamento in classifica generale: 99ª nel 2020

### Coppa Europa
- Miglior piazzamento in classifica generale: 4ª nel 2021
- Vincitrice della classifica di discesa libera nel 2021
- 8 podi:
  - 6 vittorie
  - 1 secondo posto
  - 1 terzo posto

#### Coppa Europa - vittorie
| Data             | Località                | Paese    | Specialità |
| ---------------- | ----------------------- | -------- | ---------- |
| 5 gennaio 2021   | Zinal                   | Svizzera | SG         |
| 11 febbraio 2021 | Santa Caterina Valfurva | Italia   | DH         |
| 11 febbraio 2021 | Santa Caterina Valfurva | Italia   | DH         |
| 12 dicembre 2023 | Sankt Moritz            | Svizzera | SG         |
| 20 dicembre 2023 | Santa Caterina Valfurva | Italia   | DH         |
| 21 dicembre 2023 | Santa Caterina Valfurva | Italia   | DH         |

Legenda:

DG = discesa libera

SG = supergigante

### Campionati austriaci
- 1 medaglia:
  - 1 oro (discesa libera nel 2019)